# Богиња вас
Богиња вас (словен. Boginja vas) је насељено место у општини Метлика, регија Југоисточна Словенија, Словенија.

## Историја
До територијалне реорганизације у Словенији била је у саставу старе општине Метлика.

## Становништво
У попису становништва из 2011. године, Богиња вас је имала 16 становника.
| Број становника према пописима | Број становника према пописима | Број становника према пописима |
| ------------------------------ | ------------------------------ | ------------------------------ |
| 1991                           | 2002                           | 2011                           |
| 16                             | 10                             | 16                             |